# Sebastian Sturm
Pour les articles homonymes, voir Sturm.
Sebastian Sturm, né en 1980, est un chanteur de reggae allemand d’origine indonésienne

## Biographie
passe son enfance et son adolescence à Aix-la-Chapelle (Allemagne). Durant son adolescence, il fait partie d’un groupe de punk qu’il fonde avec des amis. Mais, petit à petit, il se rend compte qu’il n’est pas fait pour le punk : aussi bien au niveau de sa voix que de ses gouts musicaux.
C’est à l’âge de 20 ans qu’il créé son premier groupe de reggae avec ses amis, ce qui lui permet de peaufiner sa voix et de s’habituer aux mélodies reggae. Fan de Burning Spear, Sturm a des influences reggae roots telles que Bob Marley and The Wailers, Mighty Diamonds ou encore The Gladiators, qui peuvent se retrouver dans ses créations. C’est en 2004 que Sturm rejoint le Jin Jin Band, groupe reggae allemand existant depuis le début des années 1990. Ils prennent 2 ans à écrire leur premier album This change is nice qui reste fidèle à la rythmique reggae roots, rafraichissant et nouveau notamment grâce à la voix de Sebastian Sturm.
Le groupe se découvre au grand public notamment grâce à son apparition au Summerjam 2007 (Allemagne) et au Reggae Sun Ska 2007 (France). Appartenant à la même génération que Groundation et Soldiers of Jah Army, Sebastian Sturm et le Jin Jin Band sont la révélation reggae roots 2007 d'après le magazine allemand Riddim. Ils ont réalisé une tournée en France en avril 2008 en compagnie de Groundation. Leur second album, One Moment in Peace, est sorti le 17 novembre 2008 en France suivi de plusieurs tournées en Europe et dans l'Hexagone. 
La sortie du troisième album en 2011, Get Up and Get Going Going, est synonyme de renouveau pour Sebastian Sturm car il est accompagné d'un nouveau groupe, Exile Airline.

## Discographie
- 2006: This Change Is Nice (Rubin Rockers)
- 2008: One Moment In Peace (Rubin Rockers)
- 2011: Get Up & Get Going (Rootdown)
- 2013: A Grand Day Out (Rootdown)
- 2015: The Kingston Session (Rootdown)